# علوم زیست‌محیطی زمین
علوم زیست‌محیطی زمین یک ژورنال علمی بین‌المللی بین رشته‌ای است که توسط اشپرینگر ساینس+بیزینس مدیا و ۲۴ بار در سال منتشر می‌شود. این نشریه مربوط به تمام جنبه‌های تعاملی بین انسان‌ها، منابع طبیعی و اکوسیستم، اقلیم‌های خاص یا مناطق منحصر به فرد جغرافیایی و نیز زمین است. موضوع‌ها عبارت هستند از: آلودگی خاک و آب ناشی از مدیریت زباله؛ مشکلات زیست‌محیطی مرتبط با حمل و نقل زمینی، هوایی و آبی. همچنین موضوع فرایندهای زمین‌شناسی که ممکن است بر سیستم‌های زیستی یا انسان تأثیر بگذارد.